# Apulanta

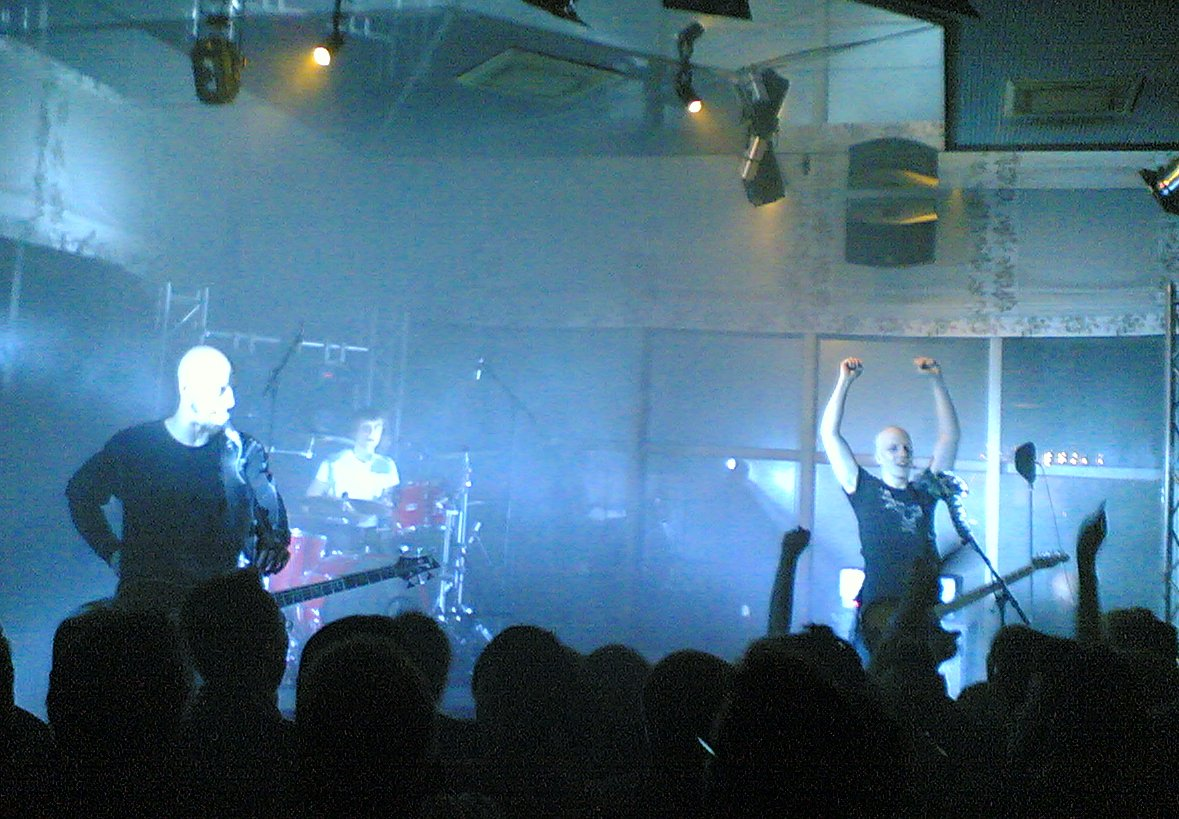
Apulanta live

Apulanta är ett finskt punk/rockband som grundades 1991. Trion är i stort sett okänd utanför Finland, men på hemmamarknaden är de ett av de mest framgångsrika banden.
När trion grundades spelade de extrem metal men övergick inför debutalbumet "Attack of the A.L. People" till punk. Med det andra albumet "Ehjä" fick bandet sin första hit, och de två efterföljande skivorna "Kolme" och "Aivan kun kaikki muutkin" följde ett lättare rockrecept. Bandets fyra efterföljande skivor kan närmast beskrivas som experimentell, alternativ rock. Alla album har varit kommersiella framgångar med många hits.
I början av karriären grundade bandet tillsammans med den andra finska gruppen Tehosekoitin sitt eget skivbolag, vilket gav dem möjligheten att sälja sina album billigare. Ordet "apulanta" betyder konstgödsel och valdes enligt Toni och Sipe som bandnamn, eftersom Toni saknade sin dåvarande flickvän, och att de ville ha något roligare namn än de flesta andra band. Detta blev ett namnval som bandet senare kom att ångra. 

## Medlemmar
- Toni Wirtanen - sång och gitarr (1991-)
- Simo "Sipe" Santapukki - trummor (1991-)
- Sami "Skäggige Sami" Lehtinen - bas (2005-)

Före detta medlemmar
- Antti Lautala - sång och gitarr (1991-1994)
- Amanda "Mandy" Gaynor - bas, trombon och sång (1992-1993)
- Tuukka Temonen: bas (1993-2004) och musikvideor (1993-2005)

## Diskografi
- Attack of the A.L. People (1994)
- Ehjä (1996)
- Kolme (1997)
- Aivan kuin kaikki muutkin (1998)
- Plastik (2000)
- Heinola 10 (2001)
- Hiekka (2002)
- Kiila (2005)
- Armo (2005)
- Eikä vielä ole edes ilta (2007)
- Kuutio (2008)
- Singlet 2004-2009 (2010)
- Kaikki kolmesta pahasta (2012)
- Kunnes siitä tuli totta (2015)
- Sielun kaltainen tuote (2022)